# Circondario dell'Enz
Il circondario dell'Enz è uno dei circondari dello stato tedesco del Baden-Württemberg.
Fa parte del distretto governativo di Karlsruhe.

## Città e comuni
(Abitanti il 31 dicembre 2022)
| Città 1. Heimsheim (5 553) 2. Knittlingen (8 255) 3. Maulbronn (6 622) 4. Mühlacker (26 394) 5. Neuenbürg (8 518) | Comuni 1. Birkenfeld (10 170) 2. Eisingen (4 802) 3. Engelsbrand (4 525) 4. Friolzheim (4 310) 5. Illingen (7 949) 6. Ispringen (6 018) 7. Kämpfelbach (6 462) 8. Keltern (9 100) 9. Kieselbronn (3 077) 10. Königsbach-Stein (10 235) 11. Mönsheim (3 048) 12. Neuhausen (5 309) 13. Neulingen (6 711) 14. Niefern-Öschelbronn (12 562) 15. Ölbronn-Dürrn (3 469) 16. Ötisheim (4 748) 17. Remchingen (11 995) 18. Sternenfels (2 811) 19. Straubenhardt (11 505) 20. Tiefenbronn (5 395) 21. Wiernsheim (6 854) 22. Wimsheim (2 851) 23. Wurmberg (3 288) |

## Amministrazione

### Gemellaggi
È gemellata con:
- Provincia di Reggio Emilia